# Casigneta bisinuata
Casigneta bisinuata är en insektsart som beskrevs av Heinrich Hugo Karny 1926. Casigneta bisinuata ingår i släktet Casigneta och familjen vårtbitare. Inga underarter finns listade i Catalogue of Life.